# 宮城県図書館
宮城県図書館（みやぎけんとしょかん）は、宮城県仙台市泉区紫山一丁目にある県立図書館である。
1881年（明治14年）に宮城師範学校の中に開設された宮城書籍館（みやぎしょじゃくかん）を前身とする。伊達家ゆかりの資料である伊達文庫などの古書を含む、約115万点の資料を収蔵している。

## 歴史

### 宮城書籍館
1880年（明治13年）9月、宮城師範学校において書籍縦覧室規定が設けられた。これにより蔵書の整理、講堂の閲覧室への転用が行われ、職員や生徒がここで書籍を閲覧した。
宮城師範学校の校長和久正辰は、社会における図書館の必要性を考え、宮城県県令松平正直に図書館の実現を訴えた。松平はこの要望を聞き入れ、宮城書籍館規則を定めて、これによって1881年（明治14年）7月25日に宮城書籍館が発足した。明治天皇の巡幸が間近だったことが、図書館の迅速な実現につながったと言われる。この時の宮城書籍館の蔵書は、養賢堂の蔵書や青柳文庫によるものと県庁支給による図書類、合わせて1万7682冊だった。初代館長には林通が就いた。
当初は館内閲覧のみが許されたが、1882年（明治15年）には図書の館外貸し出しが行われるようになった。宮城師範学校の移転に伴い、1893年（明治26年）に宮城書籍館は宮城師範学校の付属小学校だった建物に移転した。これ以後、宮城書籍館は独立した施設となった。

### 県立図書館と戦中の焼失
1907年（明治40年）4月、図書館令に基づき宮城書籍館は宮城県立図書館へと名を変えた。1909年（明治42年）には巡回文庫が誕生した。この年は加美郡、牡鹿郡、本吉郡、遠田郡だけの巡回だったが、翌年からは宮城県内の全ての郡を回るようになった。この間、利用者数と蔵書数は伸び、1882年（明治15年）に利用者数7567人、蔵書数1万8465冊だったのが、1911年（明治44年）には利用者数5万6403人、蔵書6万8233冊となった。
宮城県立図書館への改名とあわせて、建物の改築が検討され始めた。しかし、資産家の斎藤善右衛門による多額の寄付があったことから、新築が行われることになった。民間からの6万6000円余りの寄付を受けて新館の建設が始まり、この間、宮城県立図書館は県会議事堂や医学専門学校講堂を仮館として業務を続けた。そして1912年（大正元年）、現在の勾当台公園南辺に当たる場所（北緯38度15分59.1秒 東経140度52分16.7秒 / 北緯38.266417度 東経140.871306度）に新館が落成して、この年の12月から供用を開始した。新築された本館は25室を備える木造2階建てで、242席の閲覧席があった。書庫は赤レンガ造りの3階建てだった。
大正から昭和にかけて、宮城県立図書館は様々な図書館活動を行った。巡回文庫がさらに展開され、理髪店や工場に図書を貸し出す理髪店文庫と工場文庫が行われるようになった。理髪店文庫は、仙台市内の理髪店10店舗にそれぞれ10冊から20冊を1箇月、貸し出すというもので、近所の労働者や学生がこれらを店で読んだり、あるいは借りた。工場文庫の活動としては、片倉製糸紡績の仙台製糸所へ100冊以上の図書が貸し出された。また、青少年読書会を奨励したり、小学生童話会を組織したりもした。さらに図書活動に加えて、展覧会や講演会、座談会を企画するなど図書館の活動が多角化した。
この頃は蔵書が充実していった時期でもあった。宮城郡原町の旧家庄司惣松から寄贈された『封内名蹟志』の原本を含む約2400冊が甘柿舎文庫となり、また漢学者今泉寅四郎（篁洲）の遺族から寄贈された1000冊余りの図書は今泉篁洲文庫となった。なお、この間、宮城県立図書館は1919年（大正8年）11月に宮城県図書館に改称した。
太平洋戦争が勃発して本土空襲の危機が迫ると、1944年（昭和19年）頃より貴重な図書の疎開が行われるようになった。疎開先は宮城郡広瀬村上愛子および大沢村芋沢の旧家が選ばれた。しかし、疎開が完了する前の1945年（昭和20年）7月10日に仙台空襲があり、運び出されなかった図書がこれによって建物もろとも焼き払われた。疎開により難を逃れた図書は、青柳文庫や今泉篁洲文庫、養賢堂関連の蔵書など約1万冊だった。

### 戦後の再建から現在まで
戦後、仙台空襲により焼失した養賢堂の跡地（北緯38度16分6.9秒 東経140度52分15秒 / 北緯38.268583度 東経140.87083度）に、宮城県図書館が新築されることになった。1948年（昭和23年）に起工された第1期工事の本館は1949年（昭和24年）に竣工し、11月3日に落成式が行われた。この建物は延べ面積1091平方メートルの広さで、屋根の形に養賢堂の面影を残して造られた。また、本館に続いて書庫の建設が第2期工事として行われた。建物の再興にあわせて、図書の寄贈や買取が行われ、小西文庫、伊達文庫、大槻文庫がここの蔵書に加わった。

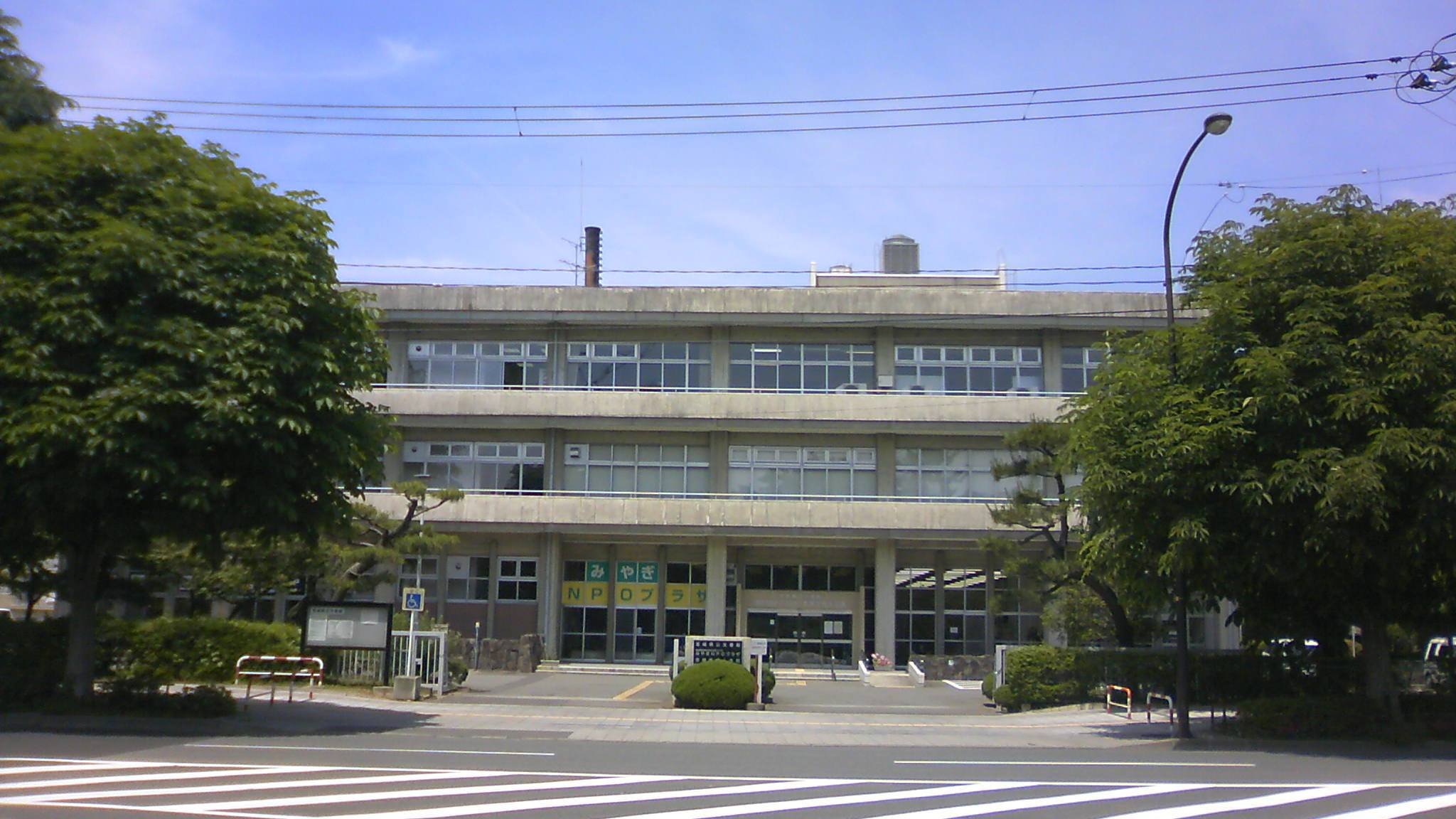
宮城県図書館として使われていた榴ヶ岡の建物。

こうして再興した宮城県図書館だったが、1960年代になると早くも建物の老朽化および設備の不都合が表面化した。1964年（昭和39年）に宮城県議会厚生文教委員会が宮城県図書館新築の請願を採択し、1965年度（昭和40年度）補正予算に図書館新築調査の予算が盛り込まれた。宮城県図書館は榴岡公園の隣接地（北緯38度15分44.6秒 東経140度53分42.5秒 / 北緯38.262389度 東経140.895139度）に新築移転することになり、 1968年（昭和43年）1月18日に開館した。この時の蔵書数は約19万冊だった。1969年（昭和44年）7月には、移動図書館車「こかげ号」の巡回が始まり、こかげ号は23市町村53箇所を巡った。
平成の時代に入ると、宮城県図書館は再び新築移転した。1995年（平成7年）11月に仙台市泉区紫山（北緯38度20分45.7秒 東経140度50分19秒 / 北緯38.346028度 東経140.83861度）で新館の起工が行われ、1997年（平成9年）8月に榴ヶ岡の宮城県図書館はいったん閉館した。この年の9月に新館の建物は竣工し、1998年（平成10年）3月21日に蔵書約65万冊をもって開館した。

## 収蔵品
図書資料110万7993点、視聴覚資料5万1628点、東日本大震災資料5896点が宮城県図書館に所蔵されている。特別コレクションとして以下のものがある。
- 伊達文庫 - 伊達家ゆかりの書籍。仙台藩絵図、堀田正敦の『禽譜』、大槻玄沢の『厚生新編』などの写本を含む。
- 小西文庫 - 仙台市の旧家からの寄贈。
- 青柳文庫 - 青柳文蔵の公開文庫。宮城師範学校から引き継がれた。
- 養賢堂文庫 - 養賢堂の文庫のうち仙台空襲の際に疎開して難を逃れた本。
- 大槻文庫 - 大槻文彦（第8代館長）の旧蔵書。言海の自筆稿本は宮城県の指定文化財[9]。
- 今泉文庫 - 仙台藩士の子孫から寄贈された地域資料。
- 出来文庫 - 出来成訓から寄贈されたもので、英語学者の斎藤秀三郎に関わる資料。
- 東日本大震災文庫 - 東日本大震災に関する資料で、2012年度（平成24年度）に創設された。

貴重な古書などは『古典籍類所蔵資料』としてデジタルアーカイブ化されている。
伊達家の所有していた美術工芸品や文化資料は仙台市博物館に寄贈されている。

## 施設

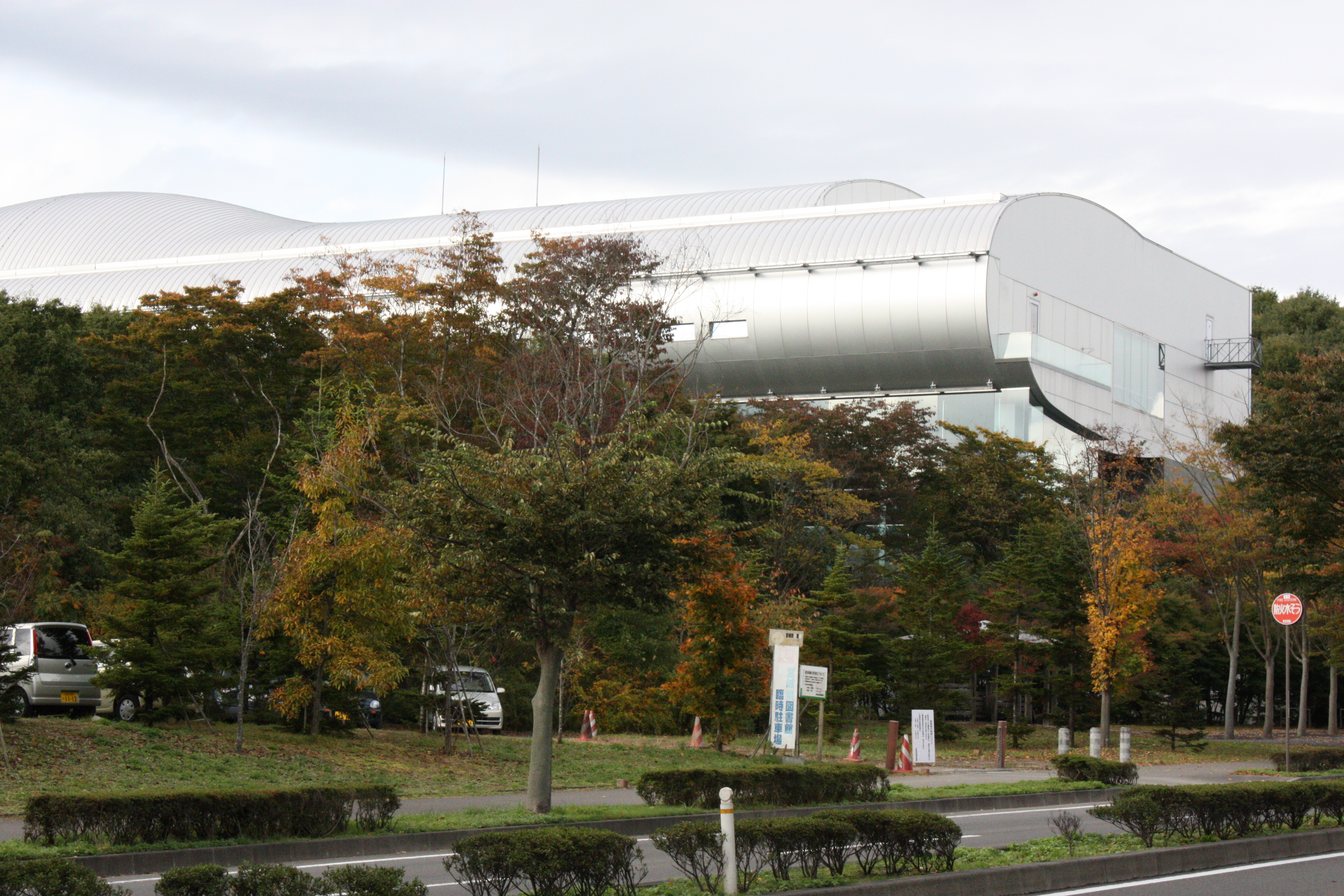
南東から見た宮城県図書館。

現在の宮城県図書館の建物は、金属光沢のある東西に長い特徴的な建築である。150万冊の収蔵能力がある。
学都仙台オンライン目録 (OPAC) により、インターネットを通じた蔵書の検索がOPAC参加図書館と一括してできる。障害者手帳、戦傷病手帳などを持つ利用者に対しては郵送貸し出しサービスを行っている。仙台市など県下の図書館の利用者カードで、宮城県図書館を利用することはできない。図書館周辺には学校がいくつかあるため、学生の自習で閲覧席が埋まってしまうことが多々あった。そのため、蔵書を借りた社会人のみが使える閲覧席が設定されている。
周囲には丘陵地の森林が残り、図書館南側には「書見の道」という名称の遊歩道や東屋などが整備されている。また、図書館北側の森林にも、宮城大学との間に遊歩道が整備されている。図書館からは、それらが窓から見渡せるようになっているほか、遊び心に満たされた子供図書室、広い閲覧室など過ごしやすい空間につくられている。
図書館北側に舗装された無料駐車場がある。休日には満車になることがある。

### 1階
- 正面玄関およびエントランスホール
- 音訳サービス室（2部屋）
- 音と映像のフロア（ビデオ・CD・楽譜の貸出と視聴ブース）
- レストラン「パノラ・キッチンオブザシーズンズ（PANORA kitchen of the seasons）」
- 地形広場「ことばのうみ」・「カミツレ広場」（映画『図書館戦争-THE LAST MISSION-』の撮影が行われたことにちなみ、俳優岡田准一が命名）[10]

### 2階
- 展示室（常設展「本と人の文化史」および企画展）
- 子ども図書室
- 児童資料研究・相談室
- ホール養賢堂（250席）
- ミニシアター青柳館（94席）
- 研修室・会議室・ボランティア室

### 3階
- 新聞・雑誌・行政資料室
- 一般図書・参考図書・外国図書室
- みやぎ資料室

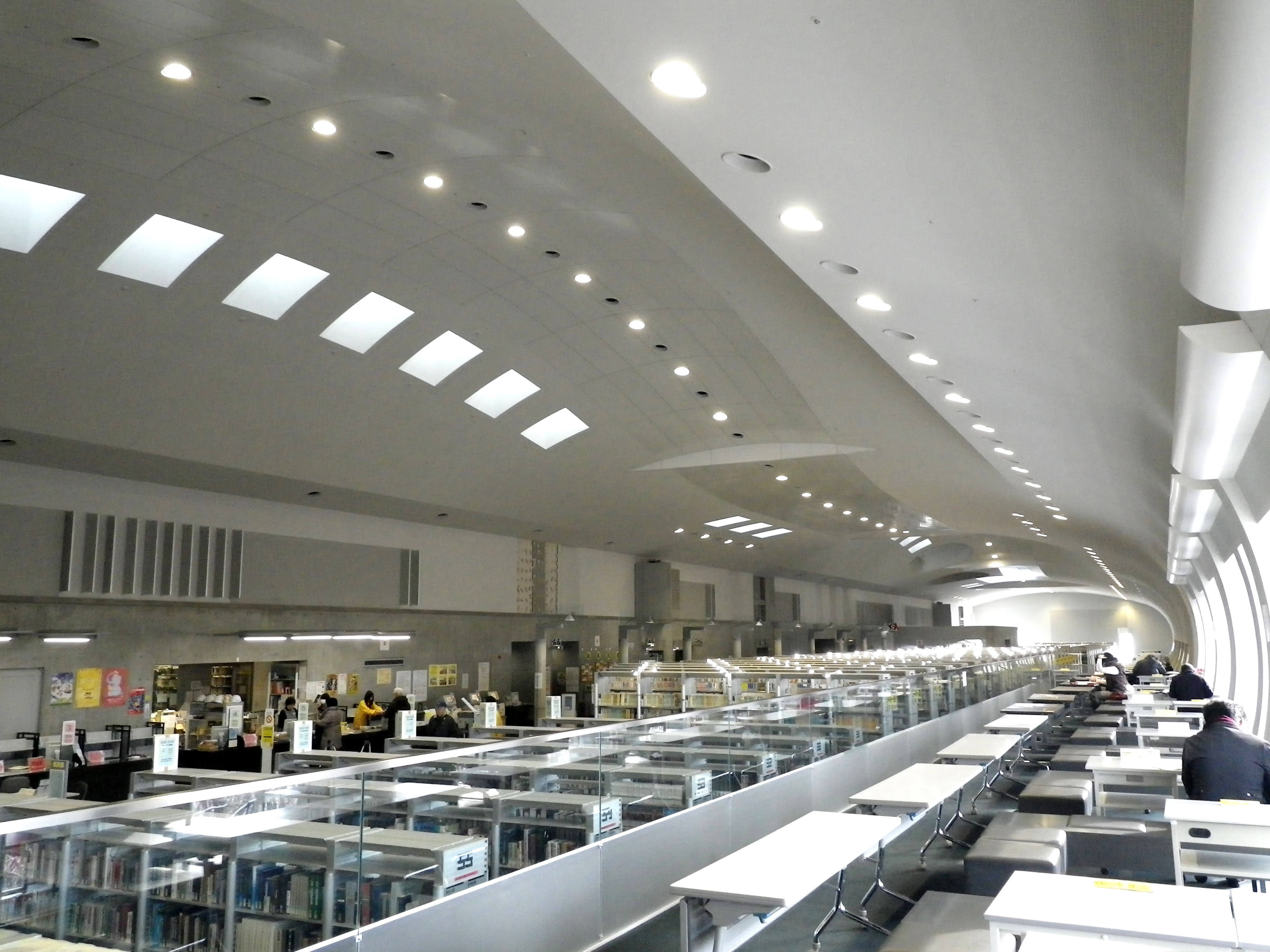
3階内部の様子（2011年2月）

- ラウンジ（自動販売機コーナー）およびテラス

## 立地・交通
現在の宮城県図書館は、宮城県道264号大衡仙台線に面し、黒川郡大和町と仙台市泉区の境界に近い場所に建つ。図書館の前にはバス停留所「宮城県図書館前」があり、ここと仙台市地下鉄南北線の泉中央駅までとを宮城交通が20分から30分程度で結んでいる。東北自動車道の泉インターチェンジまたは泉パーキングエリア・スマートインターチェンジから図書館までは車で10分程度の距離である。
図書館の北側に宮城大学、西側に学校法人白百合学園・仙台白百合学園（幼・小・中・高）が所在する。道路を挟んで東側には、Jリーグチームのベガルタ仙台専用練習場、テニスコート、ゴルフ場、乗馬クラブなどがある。道路を挟んで南側に建つのは、仙台ロイヤルパークホテルと仙台泉プレミアム・アウトレットである。図書館の南東方向には高森自然公園がある。